# Angshestra sjö
Angshestra sjö är en sjö i Ulricehamns kommun i Västergötland och ingår i Viskans huvudavrinningsområde.